# The Great Escape -COMPLETE BEST-
『The Great Escape −COMPLETE BEST−』（サ・グレート・エスケープ -コンプリート・ベスト-）は、JUDY AND MARYの2枚目のベストアルバム。2001年5月23日発売。発売元はエピックレコードジャパン。

## 解説
2001年3月8日に行われた東京ドームでのライブにて解散した後に発売されたベストアルバムで、収録曲はファン投票の上位30曲である。2枚組で、DISC 01には奇数、DISC 02には偶数の順位の曲が上位から順に収められた。全曲リマスタリング音源で収録されている。
ジャケットにはLOVERS HOUSEのキャラクターが使われた。また、ジャケットやブックレット内及び広告などで、収録曲にちなんだヴァージョンのキャラクターが30組登場している。
2009年9月2日には、Blu-spec CD仕様で再発された。

## 収録曲

### DISC 01
1. Over Drive (4:19)
（作詞：YUKI　作曲：TAKUYA）
  - 7thシングル。
2. ラッキープール (5:35)
（作詞：Tack & Yukky　作曲：TAKUYA）
  - 21stシングル。
3. クラシック (3:48)
（作詞：Tack & Yukky　作曲：TAKUYA）
  - 10thシングル。
4. mottö (3:00)
（作詞：Tack & Yukky　作曲：TAKUYA）
  - 20thシングル。
5. くじら12号 (4:38)
（作詞：Tack & Yukky　作曲：TAKUYA）
  - 11thシングル。
6. KYOTO (5:17)
（作詞・作曲：TAKUYA）
  - 3rdアルバム「MIRACLE DIVING」収録曲。ベストアルバム「FRESH」に収録されたものと同様で、最後がフェードアウトしない。
7. 夕暮れ (3:18)
（作詞・作曲：TAKUYA）
  - 8thシングル「ドキドキ」のカップリング曲。アルバム初収録。
8. RADIO (4:22)
（作詞：Tack & Yukky　作曲：TAKUYA）
  - 4thシングル（両A面）2曲目。
9. Hello! Orange Sunshine (4:35)
（作詞：YUKI　作曲：恩田快人）
  - 4thシングル（両A面）1曲目。
10. 手紙をかくよ (4:03)
（作詞：YUKI　作曲：TAKUYA）
  - 5thアルバム「POP LIFE」収録曲。17thシングル（シングルカット）。
11. イロトリドリ ノ セカイ (5:51)
（作詞・作曲：TAKUYA）
  - 5thアルバム「POP LIFE」収録曲。16thシングル（シングルカット）。
12. Cheese "PIZZA" (4:52)
（作詞：YUKI　作曲：TAKUYA）
  - 5thシングル（両A面）1曲目。
13. ラブリーベイベー (3:33)
（作詞：YUKI　作曲：TAKUYA）
  - 4thアルバム「THE POWER SOURCE」収録曲。12thシングル（シングルカット）。
14. おめでとう (4:50)
（作詞：YUKI　作曲：恩田快人）
  - 10thシングル「クラシック」のカップリング曲。アルバム初収録。
15. ステレオ全開 (3:56)
（作詞：Tack & Yukky　作曲：TAKUYA）
  - 3rdアルバム「MIRACLE DIVING」収録曲。9thシングル「そばかす」のカップリング曲（シングルカット）。

### DISC 02
1. そばかす (4:13)
（作詞：YUKI　作曲：恩田快人）
  - 9thシングル。
2. 小さな頃から (5:11)
（作詞：YUKI　作曲：恩田快人）
  - アルバム「ORANGE SUNSHINE」収録曲。6thシングル（両A面・シングルカット）1曲目。
3. 散歩道 (5:03)
（作詞：YUKI　作曲：五十嵐公太）
  - 14thシングル。
4. LOVER SOUL (6:00)
（作詞：YUKI　作曲：TAKUYA）
  - 13thシングル。
5. BLUE TEARS (3:22)
（作詞：YUKI　作曲：恩田快人）
  - 2ndシングル。
6. ジーザス！ジーザス！ (4:10)
（作詞：YUKI　作曲：TAKUYA）
  - 5thアルバム「POP LIFE」収録曲。
7. クリスマス (4:16)
（作詞：YUKI　作曲：恩田快人）
  - 5thシングル（両A面）2曲目。
8. ドキドキ (4:19)
（作詞：YUKI　作曲：恩田快人）
  - 8thシングル。これまで収録されたものと異なり、冒頭にYUKIによるカウントが収録されている。
9. BATHROOM (4:03)
（作詞：Tack & Yukky　作曲：TAKUYA）
  - 13thシングル「LOVER SOUL」のカップリング曲。
10. 風に吹かれて (4:36)
（作詞：YUKI　作曲：恩田快人）
  - 4thアルバム「THE POWER SOURCE」収録曲。
11. DAYDREAM (3:34)
（作詞：YUKI　作曲：恩田快人）
  - 1stアルバム「J・A・M」収録曲。3rdシングル（シングルカット）。ベストアルバム「FRESH」に収録されたものと同様で、最後がフェードアウトしない。
12. あたしをみつけて (5:47)
（作詞：YUKI　作曲：五十嵐公太）
  - 6thアルバム「WARP」収録曲。
13. 自転車 (4:16)
（作詞：YUKI　作曲：恩田快人）
  - アルバム「ORANGE SUNSHINE」収録曲。6thシングル（両A面・シングルカット）2曲目。
14. Brand New Wave Upper Ground (4:57)
（作詞：YUKI　作曲：TAKUYA）
  - 18thシングル。
15. エゴイスト・・・? (3:50)
（作詞：YUKI　作曲：恩田快人）
  - 7thシングル「Over Drive」のカップリング曲。アルバム初収録。

全編曲：JUDY AND MARY